# Нембро
Нембро (італ. Nembro) — муніципалітет в Італії, у регіоні Ломбардія,  провінція Бергамо.
Нембро розташоване на відстані близько 480 км на північний захід від Рима, 55 км на північний схід від Мілана, 9 км на північний схід від Бергамо.
Населення — 11 688 осіб (2014).

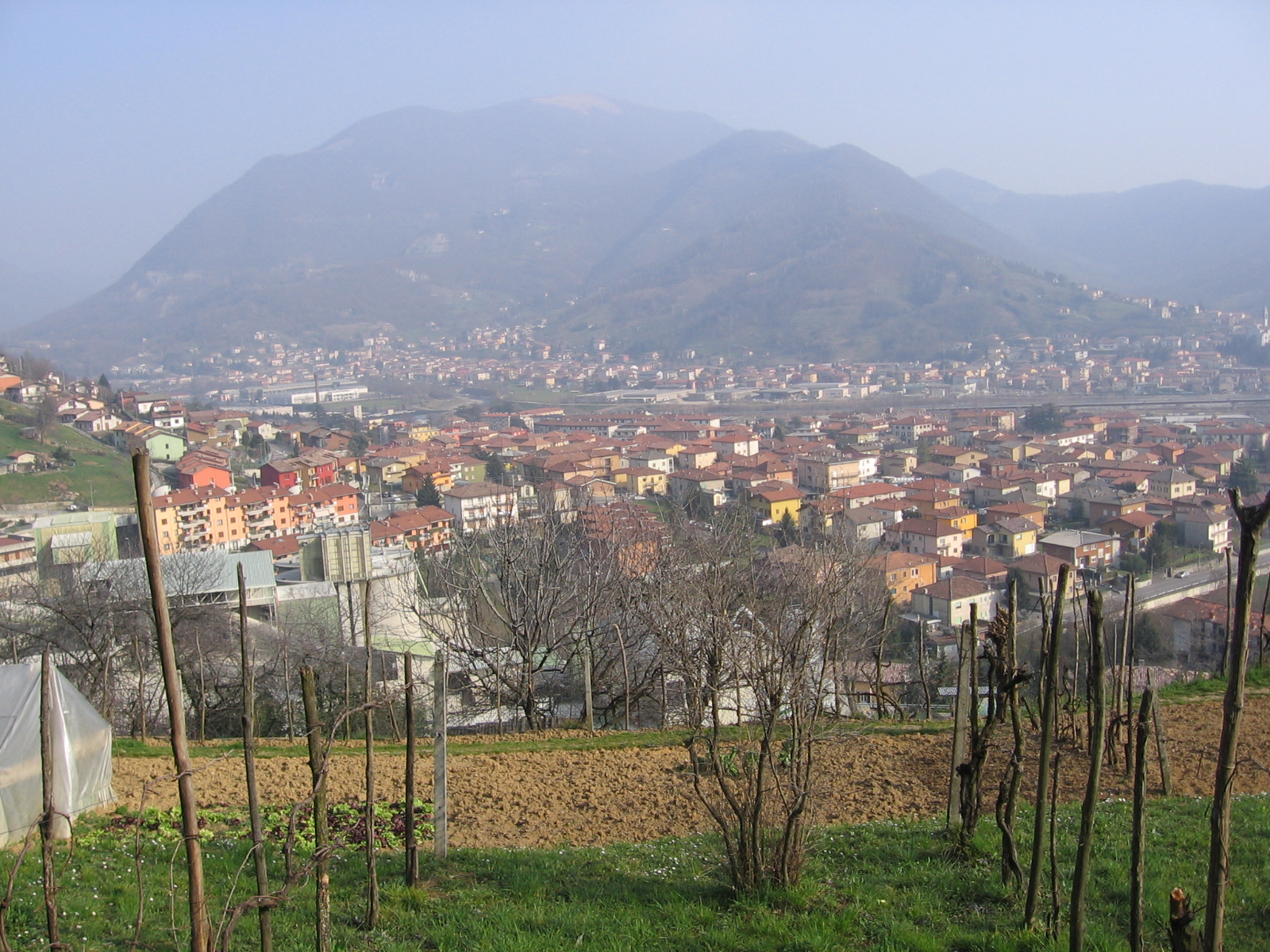

Щорічний фестиваль відбувається 11 листопада, 8 серпня. Покровитель — святий Мартин.

## Демографія
Населення за роками:

Станом на 1 січня 2023 року в муніципалітеті офіційно проживало 879 іноземців з 60 країн, серед них 90 громадян країн Євросоюзу та 52 громадяни України.

## Сусідні муніципалітети
- Альбіно
- Альгуа
- Альцано-Ломбардо
- Прадалунга
- Сканцорошіате
- Сельвіно
- Вілла-ді-Серіо
- Цоньо